# Чукылева
Чукылева — деревня в Кудымкарском районе Пермского края. Входит в состав Егвинского сельского поселения. Располагается на реке Чукыльшор севернее от города Кудымкара. Расстояние до районного центра составляет 22 км. По данным Всероссийской переписи населения 2010 года, в деревне проживало 25 человек (12 мужчин и 13 женщин).

## История
По данным на 1 июля 1963 года, в деревне проживало 129 человек. Населённый пункт входил в состав Алековского сельсовета.